# Labarrus meruensis
Labarrus meruensis är en skalbaggsart som beskrevs av Rudolph Petrovitz 1961. Labarrus meruensis ingår i släktet Labarrus och familjen Aphodiidae. Inga underarter finns listade i Catalogue of Life.